# Миранда-ду-Корву (район)
Миранда-ду-Корву (порт. Miranda do Corvo) — район (фрегезия) в Португалии, входит в округ Коимбра. Является составной частью муниципалитета Миранда-ду-Корву. Находится в составе крупной городской агломерации Большая Коимбра. По старому административному делению входил в провинцию Бейра-Литорал. Входит в экономико-статистический субрегион Пиньял-Интериор-Норте, который входит в Центральный регион. Население составляет 7140 человек на 2001 год. Занимает площадь 46,61 км².